# Río Coco
Le Río Coco est le plus long fleuve d'Amérique centrale (son cours s'écoule en totalité sur le territoire centre-américain).

## Géographie
Il prend sa source près de San Marcos de Colón au Honduras. Long de 680 km, il est formé par la confluence des ríos Comalí et Tapacalí. Il constitue la frontière entre le Honduras au nord et le Nicaragua au sud dans son cours moyen et inférieur, et se jette par un petit delta dans la mer des Caraïbes au Cabo Gracias a Dios. Son bassin couvre une superficie de 24 767 km2.
Ses principaux affluents sont le río Waspuk et le río Bocay. Il est également connu sous le nom de río Segovia, ou encore de río Wanki en dialecte miskito.